# Desaparición de Aeryn Gillern
Aeryn M. J. Gillern desapareció en Viena la noche del lunes 29 de octubre de 2007. Para ese entonces Gillern trabajaba para ONUDI.

## Biografía
Aeryn Gillern nació el 28 de abril de 1973 en Elmira, Nueva York, hijo de Kathryn Gilleran (nacida en 1952). En junio de 1991 se graduó de Groton High School en Groton, Nueva York. En 1997 Gillern se graduó de la Franciscan University of Steubenville (Ohio) con Licenciatura en Humanidades en teología. Desde 1997 hasta 1998 Gillern asistió a seminario en Graz-Seckau (Austria). En 1999 Gillern recibió un máster en humanidades con honores en teología y apostolado cristiano de la Franciscan University of Steubenville. En 2003 fue asignado por la Organización de las Naciones Unidas para el Desarrollo Industrial (ONUDI) en Viena (Austria) como un investigador asistente. En 2006 fue nombrado Mr. Gay Austria.
En septiembre de 2007 regreso a su hogar con su madre, Kathryn Gilleran en Cortland, New York, para visitar a su familia por diez días. Su madre planeaba vender su casa y mudarse a Viena para estar con su hijo. El 27 de octubre de 2007 Kathryn llamó por teléfono a su hijo y le habló por última vez. Gillern desapareció dos días después.

## Desaparición
Su madre recibió una llamada en Halloween de 2007 sobre su desaparición. 
La policía austriaca creía que había sido visto por última vez corriendo desnudo del sauna Kaiserbründl, en Weihburggasse, después de un altercado físico en el que presuntamente una persona tuvo que ir al hospital, aunque su última ubicación confirmada fue en una sauna en Stephansplatz después del trabajo[cita requerida]. La policía afirma que pudo haber sido suicida y saltar a su muerte al Danubio, hipótesis que los conocidos de Gillern no aceptan; otros, incluyendo a su madre, Kathy Gillern, sostienen que la investigación sobre su desaparición fue obstaculizada por prejuicios por parte de la policía contra la sexualidad de Gillern. La policía austriaca cambió su declaración en varias ocasiones, además de negar la presencia de cualquier testigo, a pesar de haber recibido una llamada telefónica de una pareja el día después que Aeryn fue declarado desaparecido. Al principio la policía austriaca se negaba a investigar el caso, alegando que no era su deber investigar la desaparición de personas no ciudadanas, y se negaban a interrogar a su madre o a cualquiera de los amigos de su hijo después que la investigación fuera presionada por las Naciones Unidas y el Ministerio de Relaciones Exteriores.

## Secuelas
Desde el 2008 la madre de Gillern ha llevado a cabo una vigilia cada 29 de octubre afuera del Kaiserbründl, para conmemorar la desaparición de su hijo. El documental de 2011 Gone: The Disappearance of Aeryn Gillern, el cual se estrenó ese año en el Festival de cine de Tribeca, está dedicado a la búsqueda de la madre de Gillern para encontrar la verdad sobre la desaparición de su hijo.